# Herberto II de Vermandois
Herbert II, Conde de Vermandois (880 — 23 de fevereiro de 943) foi um nobre feudal do fim do Império Carolíngio descendente de Carlos Magno em linha varonil.

## Biografia

Escudo do Brasão de Armas da Casa de Vermandois.

Grande senhor do noroeste de França, foi Conde de Vermandois, Conde de Soissons e Conde de Meaux. Nas fontes contemporâneas ficou conhecido pela sua falta de escrúpulos graças à qual foi capaz de aumentar significativamente o poder territorial da Casa de Vermandois.
Herbert II era filho de Herberto I de Vermandois (850 - c. 900 ou 907), Conde de Vermandois, senhor de Péronne e Saint-Quentin, que fora assassinado em 902, numa conspiração instigada por Balduino II de Flandres no contexto da disputa pelo trono francês entre Eudes III e Carlos, o Simples. Herbert II envolveu-se na mesma disputa, pois era irmão de Beatriz de Vermandois (que viria a ser rainha da França), a esposa de Roberto de França, irmão de Eudes III. Alinhando-se com a família de sua irmã, Herbert chegou a manter o legítimo rei de França Carlos III cativo durante seis anos.
Em 907, Herbert II casou-se com a sua sobrinha Adélia da França, filha de Roberto I da França, marquês da Nêustria e futuro Rei da França. Desta união nasceram:
- Eudes de Vermandois (915 - c. 946), Conde de Amiens:
- Adélia de Vermandois (910 - 960), casou-se em 934 com Arnulfo I da Flandres (890 - 964), conde de Flandres;
- Hugo de Reims (920 - 962), Conde de Reims e Bispo de Reims;
- Liutgarda de Vermandois, casou-se em 937 com Guilherme I da Normandia (antes de 910 - 17 de dezembro de 942), e em segundas núpcias com Teobaldo I (? - 975), conde de Blois;
- Herberto III dito o Velho (v.927 † 982), Conde de Omois;
- Roberto I (v. 932 † ap.966), Conde de Meaux e de Troyes;
- Alberto I (v. 934 † 987), Conde de Vermandois.